# Stiv Džouns (voditelj)
Stiven Ašton “Stiv” Džouns (engl. Stephen Ashton Steve Jones rođen 16. marta 1977) je velški televizijski voditelj. Džouns je pre svega poznat kao voditelj Channel 4. U Sjedinjenim Američkim Državama je poznat kao domaćin prve sezone američkog X faktora (The X Factor USA). 

## Detinjstvo i mladost
Rođen je u Ferndejlu u Ronda Veliju i trenutno živi u Londonu kao i Los Anđelesu.

## Karijera
Nakon što je započeo karijeru kao model za Esquire, prelazi da vodi programe poput The Pop Factory Awards sa koleginicom Liz Fuler i 99 things to do before you die. Redovno se pojavljivao na Channel 4 u vikend zabavnom programu T4. Godine 2006. radio je na Transmission sa T-Mobile i XFM Di Džejem Laurenom Laverneom. Februara 2009. na BBC One napravio je svoj debi hosting Let’s Dance for Comic Relief sa Klaudiom Viklman koja je kasnije zamenjena sa Aleks Džouns. Početkom 2009. predstavio je Sky1’s Guinness World Records Smashed sa Koni Hag. Iste godine, predstavio je BBC TV kviz šou As Seen on TV. Aprila 2010. snimao je u Argentini seriju 101 Ways to Leave a Gameshow za BBC One koja je emitovana jula 2010. Džouns je imao i glumačke uloge, mali deo u filmu Angus, Thongs and Perfect Snogging i manju ulogu samog sebe u dve epizode TV serije Plus One. 
Dizajnirao je odeću za Shop Direct Group’s brenda Good Souls za njihovu leto/jesen 2010. kolekciju.

Dana 22. oktobra 2010. objavljeno je da će Džouns napustiti T4 nakon 7 godina provedenih kao voditelj. Njegova zadnja emisija je bila T4 Stars Of 2010 21. Novembra 2010.
Trenutno je voditelj BBC One programa Drop Zone.
Maja 2011. objavljeno je da će u američkom X faktoru sa Nikol Šerzinger biti domaćin. Nikol je kasnije unapređena na mesto sudije umesto Šeril Kol i Džouns je sam vodio šou. Između snimanja prve sezone američkog X faktora u Los Anđelesu, pojavio se kao gost u The Ellen DeGeneres Show gde je govorio o tome kako je biti model, živeti u Los Anđelesu i raditi na američkom X faktoru. 
Decembra 2011. vodio je A Night with Beyonce muzički specijal uživo na ITV.
Januara 2012. objavljeno je da Džouns napušta mesto voditelja u američkom X faktoru. Nakon brojnih špekulacija, osnivač šoua Sajmon Kauel je izjavio da će biti brojnih izmena u drugoj sezoni. Sudije prve sezone Paula Abdul i Nikol Šerzinger su takođe napustile šou. 
Takođe je bio domaćin 4. epizode emisije Let’s Dance for Sport Relief za prikupljanje sredstava na BBC 2012. godine. Izjavio je “The BBC, Let’s Dance i Alex Jones… moje tri omiljene stvari. Nisam mogao poželeti bolji šou kome ću se vratiti kod kuće… Jedva čekam!” Šou je emitovan februara 2012. na BBC One.

## Spoljašnje veze
- T4 profile
- Stiv Džouns на веб-сајту  (језик: енглески)